# Krčevljani
Krčevljani je naselje kod Gradačca, u općini Modriča, Republika Srpska, BiH

## Vanjske poveznice
- http://www.glosk.com/BK/Krcevljani/58834/aerial_en.htm  Arhivirana inačica izvorne stranice od 30. rujna 2007. (Wayback Machine)